# Mausoleo di Ummidia Quadratilla
Il mausoleo di Ummidia Quadratilla è un sepolcro sito nell'area archeologica di Cassino. La poderosa struttura sorge sulle pendici sud orientali di Montecassino, incorporata nelle mura di quella che fu la città di Casinum. 
Edificata con grandi blocchi squadrati e perfettamente connessi senza malta, tenuti insieme solo da graffe di piombo all'interno, ha resistito all'usura del tempo, ai terremoti e, per ultimo, alla furia della guerra, senza subire sostanziali danni.

## Descrizione
La pianta a croce greca, con bracci simmetrici (prof. 2,75 m ognuno), ad arco piuttosto ribassato e volta perfettamente circolare (alt. 8,50 m), senza finestre - salvo quattro feritoie in corrispondenza dei bracci - fanno escludere la tesi del tempio, facendo, invece, propendere per una cripta o tomba gentilizia: lo confermerebbero analoghi esempi di tombe romane e soprattutto la struttura a cripta sotterranea senza finestre, accessibile dall'esterno della città tramite un dromos. Infondate sono le ipotesi dei secoli passati su una ascendenza etrusca della costruzione, piuttosto l'edificio si presenta come un'interessante anticipazione di mausolei simili, di molto posteriori: quello di Teodorico e quello di Galla Placidia.

## Storia
La costruzione risale al I-II secolo a.C.
Nel 1757 venne ritrovata una lapide che recita: Ummidia C.F. Quadratilla anphitheatrum et tem plum Casinatibus sua pecunia fecit (Ummidia Quadratilla, figlia di Caio, fece costruire l'anfiteatro e il tempio per i Cassinesi a sue spese).
Si credette pertanto di poter identificare il mausoleo con il "tempio" citato dall'iscrizione. Anche perché, nel frattempo, il mausoleo era stato effettivamente trasformato in chiesa: intorno al 1000 fu integrato in una chiesa dedicata a san Nicola di Bari, con affreschi in stile benedettino, poi rinominata al santo Crocefisso (probabilmente proprio per coerenza con la pianta a croce del mausoleo) e arricchita di decorazioni barocche nel Seicento. 
Oggi tuttavia questa interpretazione è considerata del tutto erronea a causa delle caratteristiche dell'edificio, tipiche di un sepolcro patrizio, anche se permane la tradizionale attribuzione (sia pure senza prove positive) alla benefattrice cassinate Ummidia Quadratilla, figlia del console Ummidio Durmio Quadrato.
Si aggiunga che il cronista cassinese Leone Ostiense (secoli XI-XII), riferisce di un "templum idolorum in Castro Casino" trasformato, nel sec. VIII, nella chiesa in onore di san Pietro: questo potrebbe essere il templum dell'antica iscrizione, chiaramente distinto quindi dal mausoleo, a quel tempo dedicato a San Nicola.
In seguito ai bombardamenti dell'ultima guerra, delle antiche chiese si è salvato ben poco: alcuni importanti affreschi sono stati recuperati e conservati in Montecassino; oggi resta solo il mausoleo, ripulito dei resti delle costruzioni sovrapposte. All'esterno, tuttavia, sono ancora visibili alcuni resti murari della chiesa del Crocifisso ed una parte della scala a chiocciola del campanile.